# 台东镇东堡垒

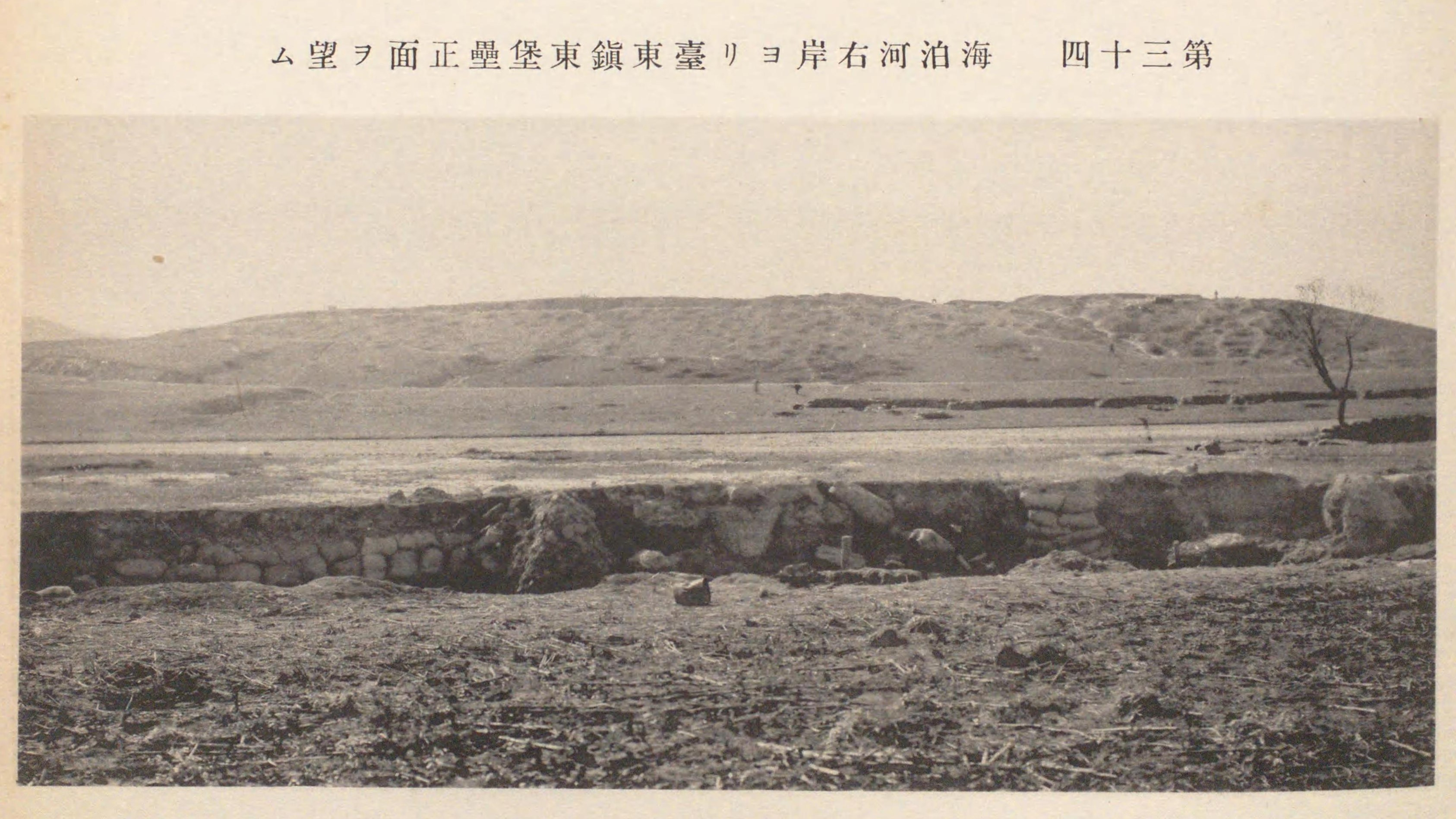
自海泊河对岸远眺台东镇东堡垒正面

台东镇东堡垒，德军称为第四步兵堡垒（Infanteriewerk 4），俗称“四号炮台”，中文、日文资料称为“台东镇东堡垒”，是青岛德占时期驻青德军的一座陆防步兵堡垒，原址位于中国山东省青岛市市北区南口路198号，现已无遗址可寻。

## 历史
驻青德军五大陆防步兵堡垒的建造计划是在1908年德国海军部国务秘书提尔皮茨关于青岛要塞设施扩建的决定中提出的，用于替代此前胶澳总督府提出的太平山堡垒群与扫帚滩防御工事计划，并于1913年以前建造完成。第四步兵堡垒（台东镇东堡垒）即为五大陆防堡垒之一。

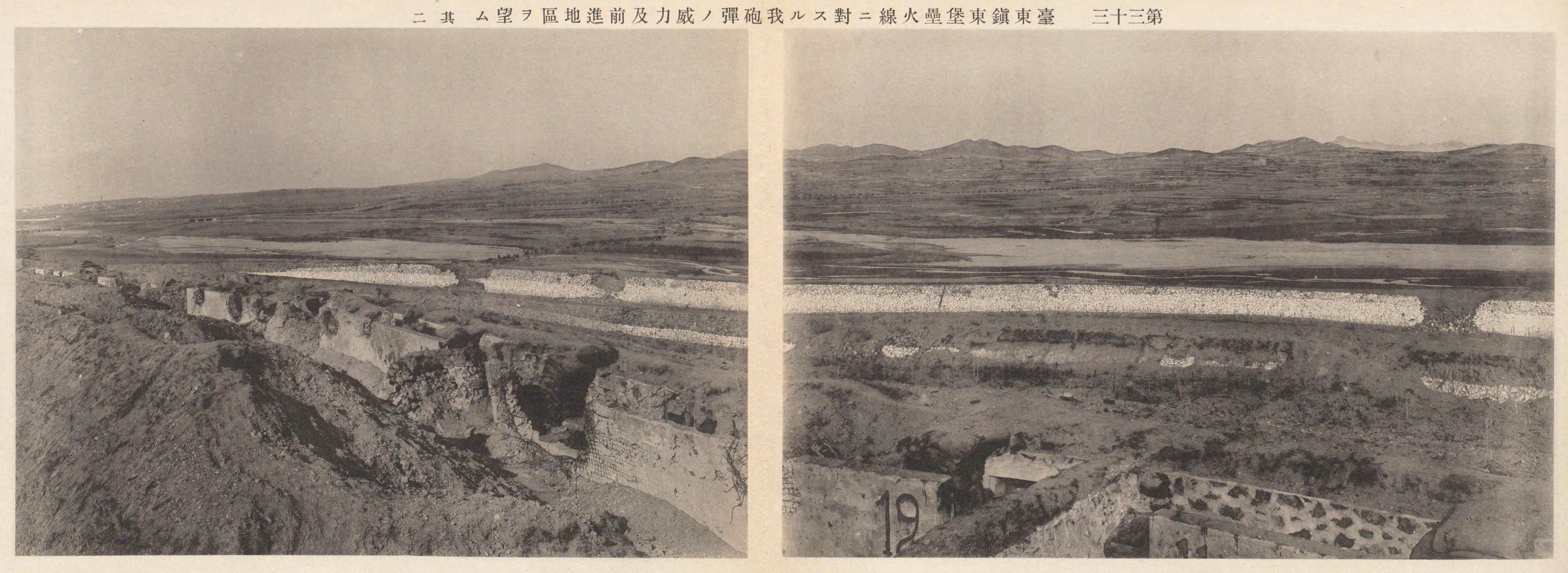
自台东镇东堡垒东望日军攻击阵地，自内向外依次可见德军散兵壕、内壕、外壕、海泊河

1914年8月至11月的日德青岛战役期间，第四步兵堡垒由第3海軍陸戰營第2连负责守卫，有军官6名，士兵210名。战役最后阶段的10月31日起，日英联军对城区及各要塞设施持续轰击7天，青岛发电厂被毁导致前线步兵堡垒电网、电控地雷、探照灯断电失灵，同时前线德军因前线压力增大、兵员缺乏不能轮替休整而极度疲惫，德军弹药储备也于11月7日晚耗尽。11月7日凌晨约4时，日军步兵第48联队等部对台东镇东堡垒发起总攻，5点10分攻陷，堡垒内及周边战斗俘虏德军240余人。
1950年代，台东镇东堡垒一带改建为青岛第三染织厂（原称公私合营青岛棉织厂，1967年改称国营青岛棉织厂，1973年改称青岛第三染织厂）厂区，堡垒大掩蔽部改建为工厂生产车间，其北侧一处较小的掩蔽部曾作为工厂冷库、油料库使用，1998年爆破拆除用于新建宿舍楼。堡垒遗址于1990年代曾发现4枚未爆炸的日制240毫米炮弹。2002年第三染织厂关闭后，包括堡垒遗址在内的厂区全部建筑被拆除用于房地产开发，原址现为海信都市春天小区。

## 结构

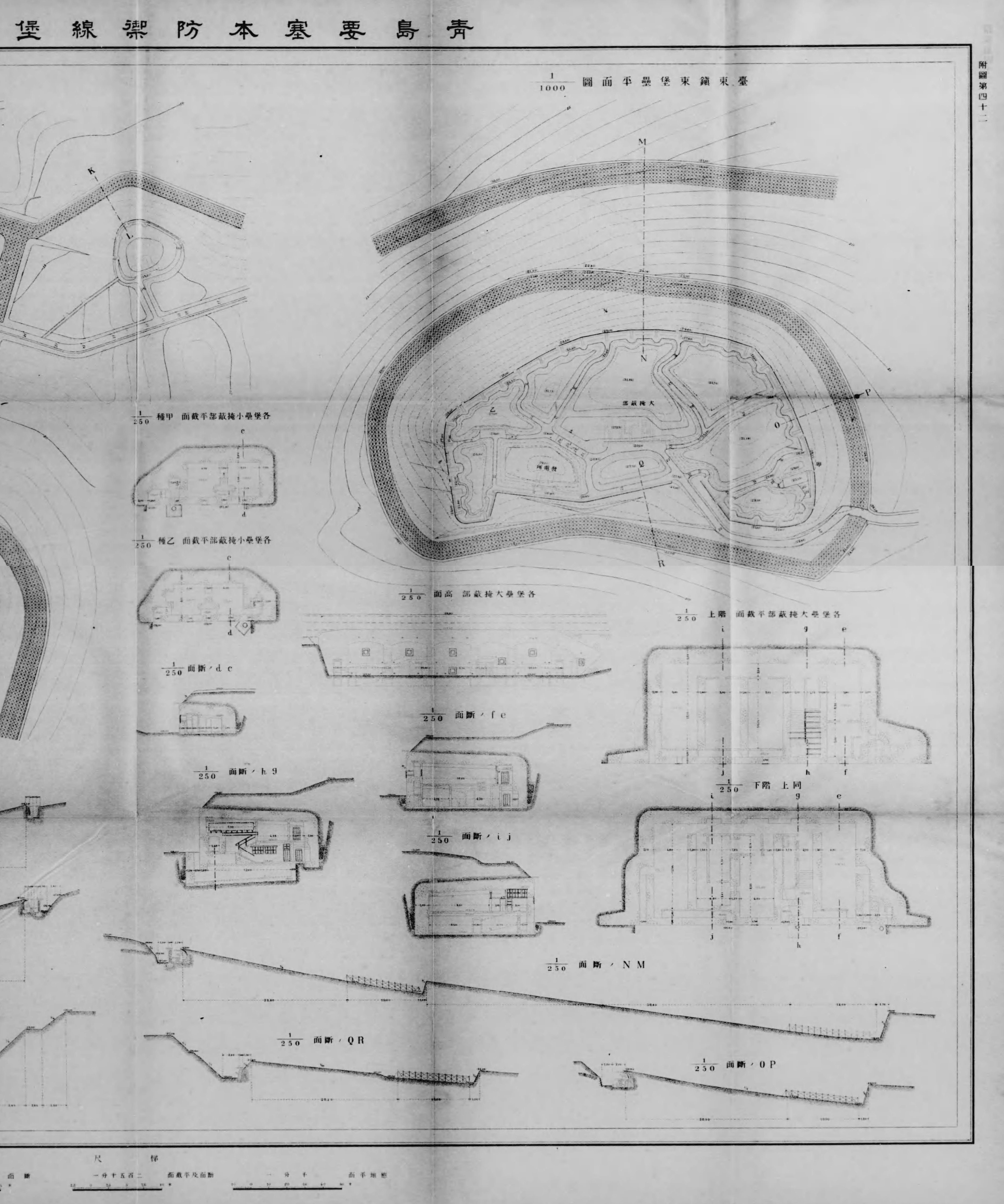
日军绘制的台东镇东堡垒平面及部分截面图

台东镇东堡垒位于中央堡垒北、台东镇以东，东临海泊河，背靠海泊河支流（即北仲河，现已填埋），其所在高地海拔31.4米。台东镇东堡垒由两道高2~4米、宽10~12米的铁丝网壕沟环绕，第一道距德军前沿工事32米，海拔低4~5米，第二道距前沿工事100米，海拔低8~9米。每个步兵堡垒可容纳1个战时加强连。据日军记载，台东镇东堡垒正面火线约200米，侧面火线150米，装备9挺机枪。堡垒有一大三小共四处掩蔽部，大掩蔽部面积与小湛山北堡垒大掩蔽部相似，墙壁厚1米，双层，每层五个房间，每间约60平方米。其西北约90米处有一小掩蔽部，双门三窗，单层两间，每间约23平方米。东南约110米有另一处小掩蔽部，布局相似。另在大掩蔽部西55米处有一发电机室，单间单门单窗，面积约23平方米。
台东镇东堡垒西侧有临时野炮阵地，名为3a号中间地带侧翼堡垒（Zwischenraumstreiche IIIa），装备2门77毫米加农炮。南侧100米处为另一处野炮阵地，装备4门37毫米机关炮。堡垒东南150米处为6号警戒哨所，西北200米处为7号警戒哨所。